# Besleria illustris
Besleria illustris är en tvåhjärtbladig växtart som beskrevs av Conrad Vernon Morton. Besleria illustris ingår i släktet Besleria och familjen Gesneriaceae. Inga underarter finns listade i Catalogue of Life.